# 明石市立大久保中学校
明石市立大久保中学校（あかししりつ おおくぼちゅうがっこう）は、兵庫県明石市大久保町にある公立中学校。

## 沿革
- 1947年（昭和22年）5月16日 - 大久保町立大久保中学校創立。
- 1951年（昭和26年）1月10日 - 大久保町が明石市と合併し、明石市立大久保中学校となる。

## 部活動

### 運動部
- 陸上競技部
- 野球部
- バレーボール部
- ソフトテニス部
- サッカー部
- バスケットボール部
- 卓球部
- ハンドボール部
- 水泳部
- 剣道部
- ソフトボール部

### 文化部
- 吹奏楽部
- 美術部
- 家庭科部
- 情報科学部

## 校区
- 明石市立谷八木小学校
- 明石市立大久保南小学校
- 明石市立大久保小学校区の一部

## 制服
- 男子
  - 冬服は学生服上下である。
  - 夏服はカッターシャツ、スラックスである。
- 女子
  - 冬服はセーラー服、ジャンパースカートである。
  - 夏服はカッターシャツ、スカートである。

## 著名な出身者
- 妹尾克哉（元プロ野球選手）

## 通学区域が隣接している学校
- 明石市立望海中学校
- 明石市立野々池中学校
- 明石市立大久保北中学校
- 明石市立江井島中学校